# Magalí Datzira

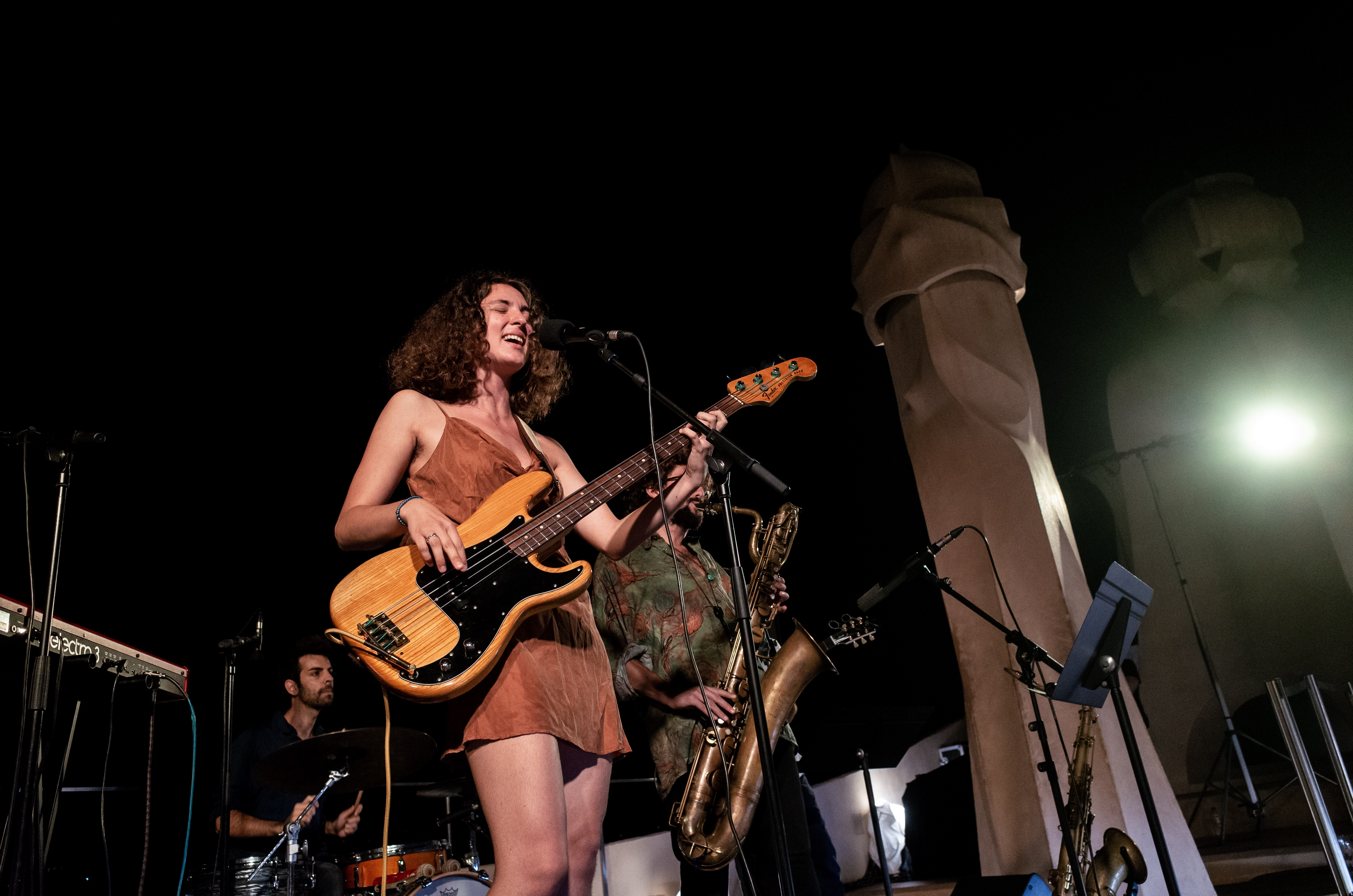
Magalí Datzira mit ihrem Quintett bei La Pedrera Jazz (2019)

Magalí Datzira Sallas (* 1997 in Barcelona) ist eine spanische Jazzmusikerin (Kontrabass, E-Bass, Gesang, auch weitere Instrumente, Songwriting).

## Leben und Wirken
Magalí Datzira begann bereits mit sieben Jahren, Kontrabass zu lernen, und besuchte die städtische Musikschule Escola Municipal de Música de Sant Andreu. Dort wurde sie in der Sant Andreu Jazz Band von Joan Chamorro in den Jazz eingeführt. Wenig später entdeckte sie ihre Stimme. Noch auf dem Gymnasium erhielt sie als Jazzsängerin ein Stipendium, um 2013/2014 das Berufsvorbereitungsjahr am Conservatori del Liceu ihrer Geburtsstadt zu absolvieren. Sie absolvierte dann das Bachelorstudium an der Escola Superior de Música de Catalunya, bei dem sie ein Jahr am Conservatorium van Amsterdam verbrachte. In Amsterdam trat sie auch im Trio mit Michael Moore und Rogerio Bicudo auf.

Auf Jazzing 2, der zweiten CD-DVD der Sant Andreu Jazz Band, an deren Aufnahmen Datzíra bereits im Alter von 13 Jahren beteiligt war, sang sie erstmals. Als Bassistin und Sängerin war sie auch mit Andrea Motis, Rita Payés und  Eva Fernández auf dem Album Joan Chamorro presenta la Màgia de la Veu zu hören. Chamorro präsentierte 2014 ihr Debütalbum Joan Chamorro presenta Magalí Datzira mit Gastmusikern wie Scott Robinson und Perico Sambeat. 2016 war sie an Toni Xuclàs Album De poetes, cançonetes beteiligt. Mit dem Quintett Loopholes von Andrea Motis gastierte sie 2023 bei JazzBaltica.
Seit 2016 gehörte Datzíra zum Trio Wom’s Collective. Sie trat jeweils im Dezember 2017 und 2022 mit ihrer eigenen Gruppe auf dem Festival Internacional de Jazz de Polanco in Polanco (Mexico-Stadt) auf. Im August 2018 war sie in der Schweiz beim Auvernier Jazz Festival zu erleben. 2019 stellte sie ihr eigenes Quintett mit ihrem Bruder Iscle Datzira (Saxophon) sowie Meritxell Nedderman (Keyboards), Leonardo Mezzini (Gitarre) und Arnau Figueres (Drums) vor.
Datzira legte ab 2020 mehrere Singles sowie eine EP vor.
Sie veröffentlichte im Februar 2023 im Selbstverlag ihr erstes Album mit ausschließlich eigenen Kompositionen, Des de la cuina. Eine Rezension schließt mit der Bemerkung, Datzira zeige sich frei und folge ausschließlich ihrem eigenen Weg.

## Diskografische Hinweise
- Joan Chamorro presenta Magalí Datzira (mit Andrea Motis, Ignasi Terraza, Josep Traver, Esteve Pi, Josep M. Farràs, Víctor Correa, Scott Robinson, Perico Sambeat, Curro Gálvez, Sant Andreu Jazz Band) (2014, Jazz to Jazz)
- Des de la cuina (2023)

Mitwirkung
- Toni Xuclà: De Poetes, Cançonetes (2016, Picap S.L)
- Various: Jamaicat – Jamaican Sounds From Catalonia Vol. 2 (2022, Liquidator Music)
- Joan Chamorro: Presenta’s Big Band (2023, Jazz to Jazz)